# Acosmium
Acosmium es un género de la familia Fabaceae. Es originario de Sudamérica. Comprende 21 especies descritas y de estas, solo 18 aceptadas.

## Descripción
Son árboles inermes, que alcanzan un tamaño de 12–40 m de alto. Hojas imparipinnadas; folíolos 5–15, subopuestos, ovados a elípticos, de 2–9 cm de largo y 1–4 cm de ancho, ápice emarginado, base obtusa, haz glabra o casi glabra, lustrosa, envés más pálido, subcoriáceos, reticulados, peciólulos 3–5 mm de largo, estipelasdiminutas o ausentes; estípulas lineares, caducas. Inflorescencias paniculadas, ramificadas, axilares en las hojas terminales, puberulentas, el raquis principal 8–14 cm de largo, los secundarios 2–5 cm de largo, brácteas y bractéolas lineares, 1–3 mm de largo, caducas, pedicelos ca 3 mm de largo, flores numerosas y fragantes, ca 6 mm de largo; cáliz 5-dentado, turbinado-campanulado, 3–4 mm de largo, puberulento, los dientes ca 2 mm de largo, agudos, persistente; pétalos 5, subiguales, libres, espatulados, ca 4 mm de largo y 2–3 mm de ancho, largamente unguiculados, blancos o cremas; estambres 10, libres, filamentos iguales a los pétalos; ovario glabro, 2- ó 3-ovulado, estipitado. Frutos oblongos o elípticos, 5–9 cm de largo y 2–2.5 cm de ancho, coriáceos, glabros, reticulados, indehiscentes; semillas 1–4, subovadas, 8 mm de largo y 6 mm de ancho, lustrosas, café-rojizas.

## Taxonomía
El género fue descrito por Heinrich Wilhelm Schott y publicado en Systema Vegetabilium, editio decima sexta 4(2) Cur. Post.: 406. 1827. La especie tipo es: Acosmium lentiscifolium

## Especies aceptadas
Especies aceptadas hasta abril de 2015.
- Acosmium bijugum (Vogel) Yakovlev
- Acosmium brachystachyum (Benth.) Yakovlev
- Acosmium cardenasii H.S.Irwin & Arroyo
- Acosmium dasycarpum (Vogel) Yakovlev
- Acosmium diffusissimum (Mohlenbr.) Yakovlev
- Acosmium fallax (Taub.) Yakovlev
- Acosmium glaziovianum (Harms) Yakovlev
- Acosmium lentiscifolium Schott
- Acosmium mohlenbrockii Yakovlev
- Acosmium nitens (Vogel) Yakovlev
- Acosmium panamense (Benth.) Yakovlev
- Acosmium parvifolium (Harms) Yakovlev
- Acosmium praeclarum (Sandwith) Yakovlev
- Acosmium stirtonii Aymard & V. González
- Acosmium subelegans (Mohlenbr.) Yakovlev
- Acosmium tenuifolium (Vogel) Yakovlev
- Acosmium tomentellum (Mohlenbr.) Yakovlev
- Acosmium trichonema Rizzini